# Atentado de Marraquexe de 2011

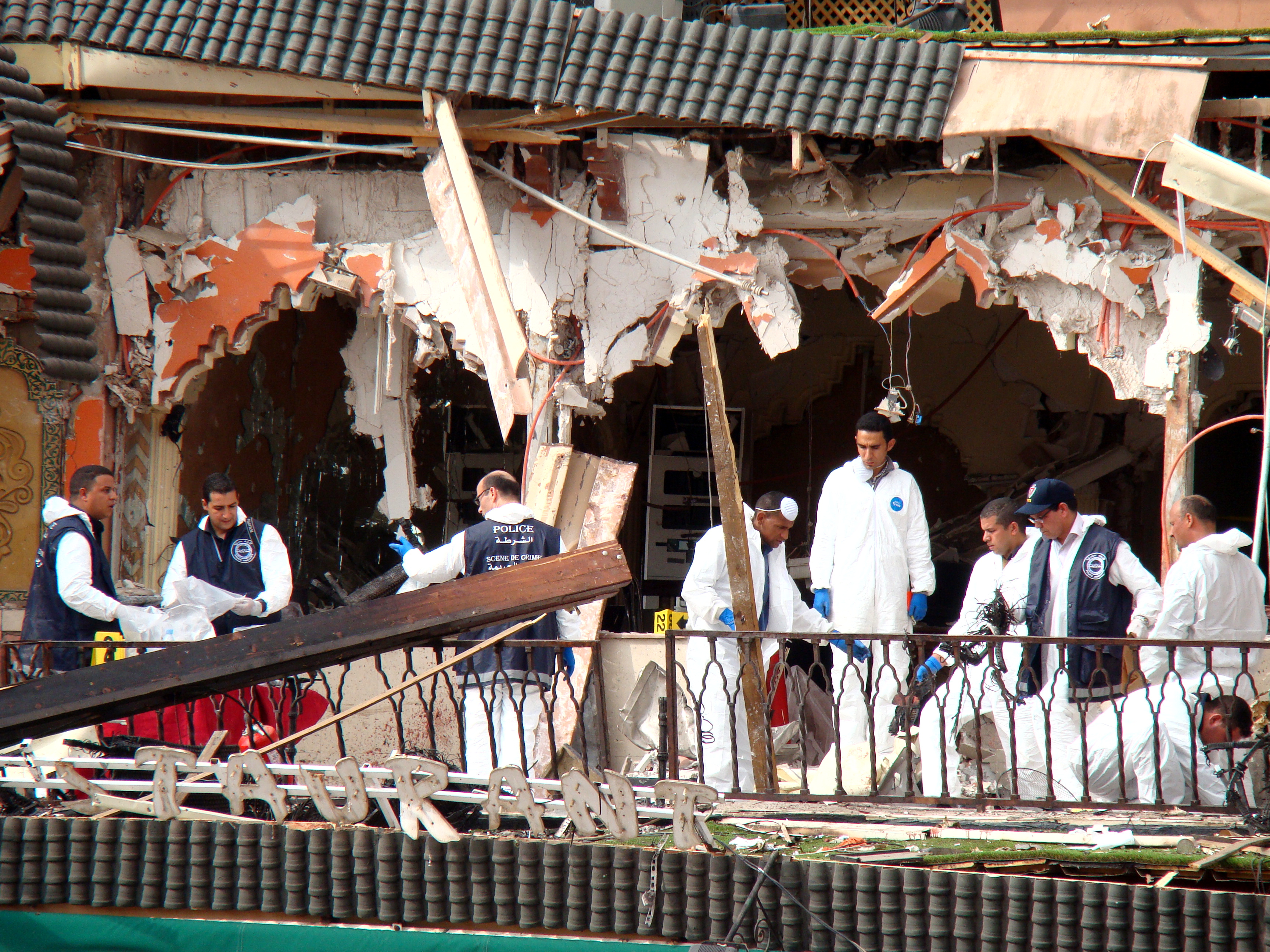
Investigadores da polícia no local do atentado no dia em que este ocorreu

O atentado de 28 de abril de 2011 em Marraquexe, também conhecido como atentado do Café Argana, foi um atentado terrorista da cidade de Marraquexe, Marrocos. A explosão de uma bomba colocada numa mala e acionada remotamente destruiu o Café Argana, na Praça Jemaa el-Fna, um local muito frequentado por turistas, e provocou 17 mortos e 25 feridos de várias nacionalidades. A maioria dos mortos eram turistas, entre eles um grupo de estudantes franceses.

## Mortos e feridos
A explosão ocorreu às 11h50m. Das 17 vítimas mortais, 14 morreram no local e as restantes no dia seguinte. Ficaram feridas 25 pessoas, 4 delas gravemente. Entre os mortos estavam 8 cidadãos franceses, incluindo uma menina de 10 anos do norte de França, um israelo-canadiano, um britânico, um holandês, um suíço e um português emigrante na Suíça. O suíço e o português eram companheiros de outros dois suíços naturais de Ticino. Além dos estrangeiros, morreram também duas pessoas de nacionalidade marroquina, uma delas o marido da canadiana morta.
Entre os feridos, 14 ficaram hospitalizados em Marrocos e quatro foram repatriados no dia seguinte (dois suíços e dois russos). Um dos suíços morreu mais tarde enquanto estava num hospital de Zurique.

## Responsáveis
As autoridades marroquinas atribuíram a responsabilidade do atentado à Al Qaida no Magrebe Islâmico, um grupo salafista que está por detrás da chamada insurgência islâmica no Magrebe desde 2002. Contudo, a Al Qaida negou ser responsável. Há rumores, que circularam em blogs da Internet, e que foram eliminados, segundo os quais o atentado não foi realizado por terroristas islâmicos. O modus operandi é incongruente com os métodos usados pela Al Qaida ou pelos seus ramos, nomeadamente o facto da bomba ter sido detonada remotamente, que segundo esses blogs faz pensar em grupos militantes a soldo de governos.[carece de fontes?] Os rumores falavam de uma conspiração governamental para acalmar os protestos relacionados com a Primavera Árabe.
Em 28 de outubro de 2011, um tribunal de Rabat condenou à morte Adel al-Othmani pela sua participação no atentado. Hakim Dah foi condenado a prisão perpétua e outros três acusados a dois anos de prisão. Todos os réus alegaram inocência e após uma visita de um membro do governo francês a Marrocos, as sentenças foram aumentadas para 4 a 10 anos de prisão e de prisão perpétua para pena capital. A defesa dos acusados apontou que as condenações foram baseadas apenas em testemunhas interrogadas pela polícia, enquanto que nenhuma das testemunhas apresentadas pela defesa foi autorizada a depor.

## Reações internacionais
Alemanha — O governo insistiu em que o atentado "não deve parar o processo de reformas que foi iniciado em Marrocos", referindo-se a Primavera Árabe que decorria.
 Armênia — O presidente Serj Sargsyan  enviou as suas condolências ao rei de Marrocos e expressou o seu apoio "em encontrar os culpados e levâ-los à justiça".
 Brasil — Numa nota do Ministério das Relações Exteriores, o governo brasileiro expressou "solidariedade ao governo do Reino do Marrocos e às famílias das vítimas" e reiterou o "seu repúdio a todas as formas de terrorismo, praticado sob qualquer pretexto".
 Estados Unidos — A secretária de estado Hillary Clinton disse que "os Estados Unidos condenam o muito veementemente o ataque terrorista de hoje que matou e feriu pessoas inocentes num café em Marraquexe, Marrocos. Transmitimos as nossas mais profundas condolências às vítimas deste ataque cobarde e estamos com o povo de Marrocos neste tempo difícil".
 França — O presidente Nicolas Sarkozy declarou-se "consternado com o ataque terrorista" e o primeiro-ministro Alain Juppé referiu-se ao atentado como "este ataque terrorista bárbaro que nada pode justificar" e apelou a que "tudo seja esclarecido sobre este crime revoltante, que os responsáveis sejam encontrados, julgados e punidos". Marine Le Pen, presidente da Frente Nacional, declarou que o anúncio da execução de Osama bin Laden, ocorrida 4 dias depois do atentado, tinha sio "uma resposta justa e propriada à morte das vítimas de Marraquexe que o povo francês tinha chorado durante alguns dias"
 Portugal — O presidente Aníbal Cavaco Silva enviou uma mensagem de condolências ao rei de Marrocos declarando que o atentado "merece a nossa mais enérgica condenação e repúdio".